# Kacper Sztuba
Kacper Sztuba (25 de enero de 1999) es un deportista polaco que compite en piragüismo en la modalidad de eslalon.
Ganó dos medallas en el Campeonato Europeo de Piragüismo en Eslalon, plata en 2022 y bronce en 2020, ambas en la prueba de C1 por equipos.

## Palmarés internacional
| Campeonato Europeo | Campeonato Europeo             | Campeonato Europeo | Campeonato Europeo |
| Año                | Lugar                          | Medalla            | Competición        |
| ------------------ | ------------------------------ | ------------------ | ------------------ |
| 2020               | Praga (República Checa)        | Medalla de bronce  | C1 por equipos     |
| 2022               | Liptovský Mikuláš (Eslovaquia) | Medalla de plata   | C1 por equipos     |